# Berberis feddeana
Berberis feddeana är en berberisväxtart som beskrevs av Schneider. Berberis feddeana ingår i släktet berberisar, och familjen berberisväxter. Inga underarter finns listade i Catalogue of Life.